# Tonicia disjuncta
Tonicia disjuncta is een keverslakkensoort uit de familie van de Chitonidae. De wetenschappelijke naam van de soort is voor het eerst geldig gepubliceerd in 1827 door Frembly.